# Leiwen
Leiwen település Németországban, Rajna-vidék-Pfalz tartományban. Lakosainak száma 1652 fő (2023. december 31.).

## Népesség
A település népességének változása:
| Lakosok száma | 1561 | 1557 | 1553 | 1615 | 1656 | 1652 |
|               | 1975 | 2017 | 2019 | 2021 | 2022 | 2023 |